# 埃羅德縣

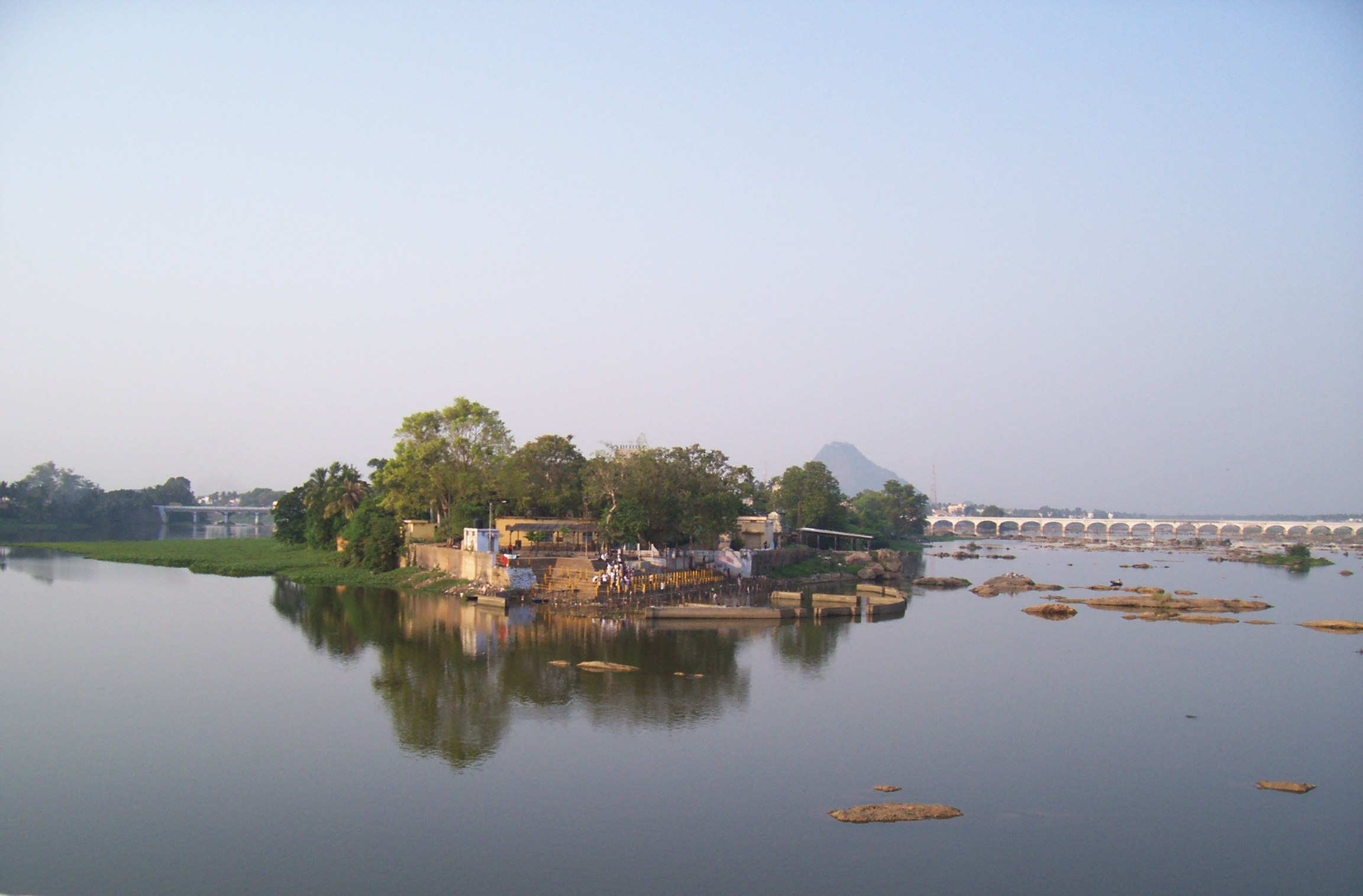

埃羅德縣（Erode district）是印度泰米爾納德邦的一個縣，位於該國南部，面積5,692平方公里，每年平均降雨量700毫米，識字率為72.96%，2011年人口2,259,608，人口密度每平方公里397人。

## 外部連結
- Erode District
- Erode District Details
- The changing industrial landscape of Erode